# Chimariko Indijanci
Chimariko (Chemaŕeko, Djimaliko).- Nekad snažno, ali danas nestalo pleme američkih Indijanaca porodice Chimarikan, naseljeno u 19. stoljeću u kanjonu rijeke Trinity od New Rivera do Canyon Creeka, Kalifornija. Chimarike počinju nestajati kada i New River Shaste, tijekom zlatne groznice u Kaliforniji, koji je započela 1850.-tih godina, a kasnije se počinju sklanjati kod plemena Hupa i Shasta. 
Chinarike su zacijelo nekad bili snažniji narod koji se jezično razlikovao od svih ostalih susjednih skupina, ali im broj 1825. spada na svega 250. Očuvalo se nešto preživjelih mješanaca.

## Ime
Chimariko. od domorodačkog chimar, "person,"  ili djimar 'man', od čega dolazi Djimaliko ili Chimariko. Ime Kwoshonipu, dali su im Shasta sa Salmon Rivera, dok ih Gibbs (1853 naziva Meyemma.

## Jezik
Chimariko jezik, član porodice chimarikan, nestao je, a njegov posljednji govornik umro je oko 1950. godine.

## Sela
- Chalitasum, gdje se sastaju rijeke New i Trinity.
- Chichanma,  Taylor Flat.
- Himeakudji,  Big Creek.
- Hodinakchohoda,  Cedar Flat.
- Maidjasore,  Thomas.
- Paktunadji,  Patterson.
- Tsudamdadji,  Burnt Ranch.

## Povijest
Chimarike su poznati od vremena zlatne groznice ,kada oni žive u prijateljskim odnosima s plemenima Hupa i Shastan plemenima, ali u ratu s Hayfork Wintu Indijancima, plemenom poznatim i kao Norrelmuk, Ni-iche, Norelmaq) s rijeke Trinuty. Dolaskom kopača zlata prisiljeni su tražiti zaštitu kod jačih prijateljskih plemena, naročito među hupama i Shastama. Od njih 250 (1849) do 1852 preostalo ih je 200. Godine 1871. kopači zlata nad njima vrše pokolj, pa ih je 1880. preostalo svega 20, od kojih je do 1903. ostalo na životu svega 9. raseljenih po širem području među drugim Indijancima i bijelcima.

## Etnografija
Kultura Chimarika dosta je slična susjednim plemenima sjeverozapadne Kalifornije, kao što su to Hupa i Yurok, uz napomenu da nemaju kanua i ceremonije Deerskin Dance. Njihov opstanak ovisio je o sakupljanju žira, kao i hvatanju lososa i jegulja. Politička organizacija ne postoji, i nema druge podjele, osim sela koja su se nalazila kod Burn Rancha, Hawkins Bara, Big Bara, Taylor's Flata i drugdje.

## Vanjske poveznice
- Chimariko
- Chimariko Indian History
- Chimariko  Arhivirana inačica izvorne stranice od 14. veljače 2014. (Wayback Machine)
- Slike: pleme Chemaŕeko  Arhivirana inačica izvorne stranice od 16. veljače 2021. (Wayback Machine)